# Oberstes Verwaltungsgericht (Finnland)

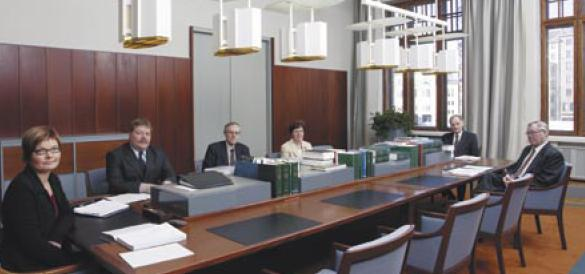
Sitzung des Obersten Verwaltungsgerichts

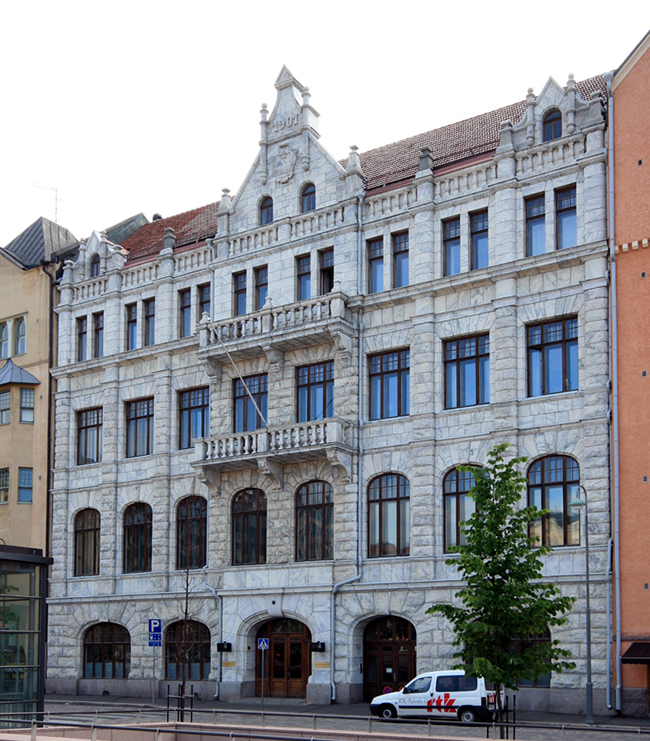
Gebäude des Obersten Verwaltungsgerichts

Das Oberste Verwaltungsgericht Finnlands (finnisch Korkein hallinto-oikeus, schwedisch Högsta förvaltningsdomstolen) ist seit 1918 das oberste Gericht der Verwaltungsgerichtsbarkeit in Finnland. Es entscheidet über Rechtsmittel gegen Entscheidungen der Verwaltungsgerichte in Helsinki, Turku, Hämeenlinna, Kouvola, Kuopio, Vaasa, Oulu, Rovaniemi und den Ålandinseln sowie des Wettbewerbsgerichts und der finnischen Regierung (Staatsrat), sofern sie als Verwaltungsbehörde agiert.
Sitz des Gerichts ist Helsinki. Präsident des Gerichts ist seit 2018 Kari Kuusiniemi.